# 人性 (瑪丹娜歌曲)
《人性》（英語：Human Nature）是美國女歌手瑪丹娜於1995年5月份發行的歌曲，為她第六張錄音室專輯《枕邊故事》（英語：Bedtime Stories）當中所推出的第四首單曲，〈人性〉在美國單曲榜獲得第46名。

## 資料

### 歌曲簡介
〈人性〉是首R&B風格的舞曲，瑪丹娜在其中加入了一段慢速的饒舌，歌詞中提及《情慾》時期那段被大眾唾棄的歲月，瑪丹娜直接告訴大家“I'm not sorry.”、“I'm not your bitch.”，而反覆吟唱的“Express yourself, don't repress yourself.”才是她的真本性，充滿自我捍衛的意味。〈人性〉的音樂影片也相當精采，緊密具娛樂性的舞蹈、富有SM意味性的造型和擺脫束縛的形象，即使影片中出現皮衣、皮鞭、繩索綑綁等畫面，這次卻不再令人感到情色，反而滑稽使人莞爾。

### 商業成績
自1995年初專輯同名單曲〈枕邊故事〉以第42名創下瑪丹娜新低紀錄的成績後，〈人性〉以進榜首週成績第57名、第四週來到第46名，原地踏步三週之後名次開始往下滑落的成績，成為瑪丹娜再創下排名新低紀錄的單曲。〈人性〉在英國單曲榜則拿到第8名。

### 單曲收錄
〈人性〉最早收錄於瑪丹娜1994年的專輯《枕邊故事》（英語：Bedtime Stories）當中，另外還收錄於2001年發行的《就是娜精選輯》（英語：GHV2）中。